# مارتن غوتهارد شنايدر
مارتن غوتهارد شنايدر (بالألمانية: Martin Gotthard Schneider)‏ هو ملحن ألماني، ولد في 26 أبريل 1930 في كونستانس في ألمانيا، وتوفي بنفس المكان في 3 فبراير 2017.

## وصلات خارجية
- مارتن شنايدر على موقع ميوزك برينز (الإنجليزية)
- مارتن شنايدر على موقع ديسكوغز (الإنجليزية)